# 帕米杨
帕米杨（学名：Populus pamirica）为杨柳科杨属的植物。其种加词“pamirica”意为“帕米尔的”。分布在中亚南部以及中国大陆的新疆等地，生长于海拔1,800米至2,000米的地区，一般生于山河沿岸，目前尚未由人工引种栽培。

## 异名
- Populus pamirica Kom. var. akquensis C. Y. Yang